# Pepe Sánchez (fumetto)
(Pepe Sanchez)
Pepe Sanchez è un personaggio dei fumetti creato da Robin Wood, protagonista dell'omonima serie di strisce in bianco e nero.